# Once Upon a Mind
Albums de James Blunt
The Afterlove
(2017)
Once Upon a Mind est le 6e album studio du chanteur britannique James Blunt sorti le 25 octobre 2019. Le premier extrait est Cold,. 

## Liste des pistes
| No  | Titre                    | Durée |
| --- | ------------------------ | ----- |
| 1.  | The Truth                | 3:42  |
| 2.  | Cold                     | 3:28  |
| 3.  | Champions                | 3:14  |
| 4.  | Monsters                 | 4:19  |
| 5.  | Youngster                | 3:19  |
| 6.  | 5 Miles                  | 3:19  |
| 7.  | How It Feels to Be Alive | 3:25  |
| 8.  | I Told You               | 2:31  |
| 9.  | Halfway                  | 3:11  |
| 10. | Stop the Clock           | 3:14  |
| 11. | The Greatest             | 3:10  |